# Filmografia de Kathy Bates
Esta é uma lista de todos os filmes e séries da atriz americana Kathy Bates.

## Cinema
| Ano  | Titulo                                                 | Papel                      | Notas          |
| ---- | ------------------------------------------------------ | -------------------------- | -------------- |
| 1971 | Taking Off                                             | Cantora de audição         |                |
| 1978 | Straight Time                                          | Selma Darin                |                |
| 1982 | Come Back to the Five and Dime, Jimmy Dean, Jimmy Dean | Stella Mae                 |                |
| 1983 | Two of a Kind                                          | Esposa do homem da mobília |                |
| 1986 | The Morning After                                      | Mulher na Rua Mateo        |                |
| 1987 | Summer Heat                                            | Ruth                       |                |
| 1987 | My Best Friend Is a Vampire                            | Helen Blake                |                |
| 1988 | Arthur 2: On the Rocks                                 | Sra. Canby                 |                |
| 1989 | Signs of Life                                          | Mary Beth Alder            |                |
| 1989 | High Stakes                                            | Jill                       |                |
| 1990 | Men Don't Leave                                        | Lisa Coleman               |                |
| 1990 | Dick Tracy                                             | Sra. Green                 |                |
| 1990 | White Palace                                           | Rosemary                   |                |
| 1990 | Misery                                                 | Annie Wilkes               |                |
| 1991 | The Road to Mecca                                      | Elsa Barlow                |                |
| 1991 | Shadows and Fog                                        | Prostituta                 |                |
| 1991 | At Play in the Fields of the Lord                      | Hazel Quarrier             |                |
| 1991 | Fried Green Tomatoes                                   | Evelyn Couch               |                |
| 1992 | Prelude to a Kiss                                      | Leah Blier                 |                |
| 1992 | Used People                                            | Bibby Berman               |                |
| 1993 | A Home of Our Own                                      | Frances Lacey              |                |
| 1993 | Living and Working in Space: The Countdown Has Begun   | Mãe Lunar                  |                |
| 1994 | North                                                  | Mãe de Alasca              |                |
| 1994 | Curse of the Starving Class                            | Ella Tate                  |                |
| 1995 | Dolores Claiborne                                      | Dolores Claiborne          |                |
| 1995 | Angus                                                  | Meg Bethune                |                |
| 1996 | Diabolique                                             | Det. Shirley Vogel         |                |
| 1996 | The War at Home                                        | Maurine Collier            |                |
| 1997 | Swept from the Sea                                     | Senhorita Swaffer          |                |
| 1997 | Titanic                                                | Molly Brown                |                |
| 1998 | Primary Colors                                         | Libby Holden               |                |
| 1998 | The Effects of Magic                                   | Raphaella (voz)            |                |
| 1998 | The Waterboy                                           | Mama Boucher               |                |
| 1998 | A Civil Action                                         | Juíza de falências         |                |
| 2000 | Bruno                                                  | Madre superiora            |                |
| 2001 | Rat Race                                               | Senhora esquilo            |                |
| 2001 | American Outlaws                                       | Ma James                   |                |
| 2002 | Love Liza                                              | Mary Ann Bankhead          |                |
| 2002 | Dragonfly                                              | Sra. Belmont               |                |
| 2002 | About Schmidt                                          | Roberta Hertzel            |                |
| 2002 | Unconditional Love                                     | Grace Beasley              |                |
| 2004 | The Ingrate                                            | Juíza                      | Curta-metragem |
| 2004 | Around the World in 80 Days                            | Rainha Vitória             |                |
| 2004 | Little Black Book                                      | Kippie Kann                |                |
| 2004 | Popeye's Voyage: The Quest for Pappy                   | Bruxa do mar               |                |
| 2004 | The Bridge of San Luis Rey                             | Marquesa                   |                |
| 2005 | Hansel and Gretel                                      | Narradora                  |                |
| 2005 | Rumor Has It...                                        | Tia Mitsy                  |                |
| 2006 | Solace                                                 | Esposa de Marrow           |                |
| 2006 | Failure to Launch                                      | Sue                        |                |
| 2006 | Relative Strangers                                     | Agnes Menure               |                |
| 2006 | Bonneville                                             | Margene                    |                |
| 2006 | Charlotte's Web                                        | Bitsy (voz)                |                |
| 2006 | Guilty Hearts                                          | Juíza                      |                |
| 2007 | Christmas Is Here Again                                | Senhorita Dowdy            |                |
| 2007 | Bee Movie                                              | Janet Benson               |                |
| 2007 | Fred Claus                                             | Madre Claus                |                |
| 2007 | The Golden Compass                                     | Hester (voz)               |                |
| 2007 | P.S. I Love You                                        | Patricia                   |                |
| 2008 | The Family That Preys                                  | Charlotte Cartwright       |                |
| 2008 | The Day the Earth Stood Still                          | Regina Jackson             |                |
| 2008 | Revolutionary Road                                     | Sra. Helen Givings         |                |
| 2009 | Cheri                                                  | Madame Peloux              |                |
| 2009 | Personal Effects                                       | Gloria                     |                |
| 2009 | The Blind Side                                         | Senhorita Sue              |                |
| 2010 | Valentine's Day                                        | Susan                      |                |
| 2011 | A Little Bit of Heaven                                 | Beverly Corbett            |                |
| 2011 | You May Not Kiss the Bride                             | Mãe de Bryan               |                |
| 2011 | Midnight in Paris                                      | Gertrude Stein             |                |
| 2012 | Cadaver                                                | Beth                       | Curta-metragem |
| 2014 | Tammy                                                  | Lenore                     |                |
| 2014 | When Marnie Was There                                  | Sra. Kadoya                |                |
| 2014 | Boychoir                                               | Diretora                   |                |
| 2015 | The Great Gilly Hopkins                                | Maime Trotter              |                |
| 2016 | Complete Unknown                                       | Nina                       |                |
| 2016 | The Boss                                               | Ida Marquette              |                |
| 2016 | Bad Santa 2                                            | Sunny Soke                 |                |
| 2017 | Krystal                                                | Vera Greenwood             |                |
| 2018 | The Death and Life of John F. Donovan                  | Barbara Haggermaker        |                |
| 2018 | On the Basis of Sex                                    | Dorothy Kenyon             |                |
| 2019 | The Highwaymen                                         | Ma Ferguson                |                |
| 2019 | Richard Jewell                                         | Bobi Jewell                |                |
| 2020 | Home                                                   | Bernadette                 |                |
| 2023 | Are You There God? It's Me, Margaret                   | Sylvia Simon               |                |
| 2023 | The Miracle Club                                       | Eileen Dunne               |                |
| 2024 | Summer Camp                                            | Ginny                      |                |
| 2024 | The Great Lillian Hall                                 | Edith Wilson               |                |
| 2024 | A Family Affair                                        | Leila Ford                 |                |

## Televisão
| Ano       | Título                              | Papel                                | Notas                                                          |
| --------- | ----------------------------------- | ------------------------------------ | -------------------------------------------------------------- |
| 1978      | The Love Boat                       | Sally Allison                        | Episódio: "Too Hot to Handle/Family Reunion/Cinderella Story " |
| 1978      | The Doctors                         | Phyllis Gillette                     | 4 episódios                                                    |
| 1984      | One Life to Live                    | Evelyn Maddox                        | Episódio de 17 de dezembro de 1984                             |
| 1986      | Johnny Bull                         | Katherine Kovacs                     | Telefilme                                                      |
| 1986–1987 | St. Elsewhere                       | Polly Miller                         | 2 episódios                                                    |
| 1986      | Cagney & Lacey                      | Brenda Harris                        | Episódio: "Revenge"                                            |
| 1987      | Murder Ordained                     | Bobbi Birk                           | Telefilme                                                      |
| 1989      | China Beach                         | Jan                                  | Episódio: "The World: Part 2"                                  |
| 1989      | Roe vs. Wade                        | Jessie                               | Telefilme                                                      |
| 1989      | L.A. Law                            | Charlotte Haley                      | Episódio: "One Rat, One Ranger"                                |
| 1989      | No Place Like Home                  | Boonie Cooper                        | Telefilme                                                      |
| 1992      | Hostages                            | Peggy Say                            | Telefilme                                                      |
| 1993–2004 | American Experience                 | Narradora                            | 2 episódios                                                    |
| 1994      | The Stand                           | Rae Flowers                          | Episódio: "The Plague"                                         |
| 1995      | The West Side Waltz                 | Sra. Goo                             | Telefilme                                                      |
| 1996      | The Late Shift                      | Helen Kushnick                       | Telefilme                                                      |
| 1997      | Adventures from the Book of Virtues | Mãe das meninas                      | Episódio: "Respect"                                            |
| 1999      | 3rd Rock from the Sun               | Charlotte Everly                     | Episódio: "Alien Hunter"                                       |
| 1999      | The Wonderful World of Disney       | Senhorita Agatha Hannigan            | Episódio: "Annie"                                              |
| 2000      | MADtv                               | Avó de Stuart                        | Episódio: "6.2"                                                |
| 2000      | Possessed                           | Aluna                                | Telefilme                                                      |
| 2001      | King of the Hill                    | Oficial de Patrulha Jane Cooper      | Episódio: "Lupe's Revenge"                                     |
| 2002      | My Sister's Keeper                  | Christine Chapman                    | Telefilme                                                      |
| 2003–2005 | Six Feet Under                      | Bettina                              | 10 episódios                                                   |
| 2005      | Warm Springs                        | Helena Mahoney                       | Telefilme                                                      |
| 2005      | Ambulance Girl                      | Jane Stern                           | Telefilme                                                      |
| 2009      | Alice                               | Rainha de Copas                      | 2 episódios                                                    |
| 2010–2011 | The Office                          | Jo Bennett                           | 8 episódios                                                    |
| 2011–2012 | Harry's Law                         | Harriet Korn                         | 34 episódios                                                   |
| 2012      | Two and a Half Men                  | Charlie Harper                       | Episodio: "Why We Gave Up Women"                               |
| 2013-2014 | American Horror Story: Coven        | Delphine LaLaurie                    | 13 episódios                                                   |
| 2014      | Mike & Molly                        | Kay McKinnon                         | Episodio: "Three Girls And an Urn"                             |
| 2014-2015 | American Horror Story: Freak Show   | Ethel Darling                        | 13 episódios                                                   |
| 2015      | American Dad!                       | D.O. Rothy                           | Episódio: "Manhattan Magical Murder Mystery Tour"              |
| 2015-2016 | American Horror Story: Hotel        | Iris                                 | 12 episódios                                                   |
| 2016      | American Horror Story: Roanoke      | Thomasin White / Agnes Mary Winstead | 10 episódios                                                   |
| 2017      | Feud: Bette and Joan                | Joan Blondell                        | 5 episódios                                                    |
| 2017-2018 | Disjointed                          | Ruth Whitefeather Feldman            | 20 episódios                                                   |
| 2018      | The Big Bang Theory                 | Sra. Fowler                          | 3 episódios                                                    |
| 2018      | Moose                               | Coruja                               | Telefilme                                                      |
| 2018      | American Horror Story: Apocalypse   | Miriam Mead / Delphine LaLaurie      | 10 episódios                                                   |
| 2024-2025 | Matlock                             | Madeline Matlock                     | 19 episódios                                                   |